# 金字塔能

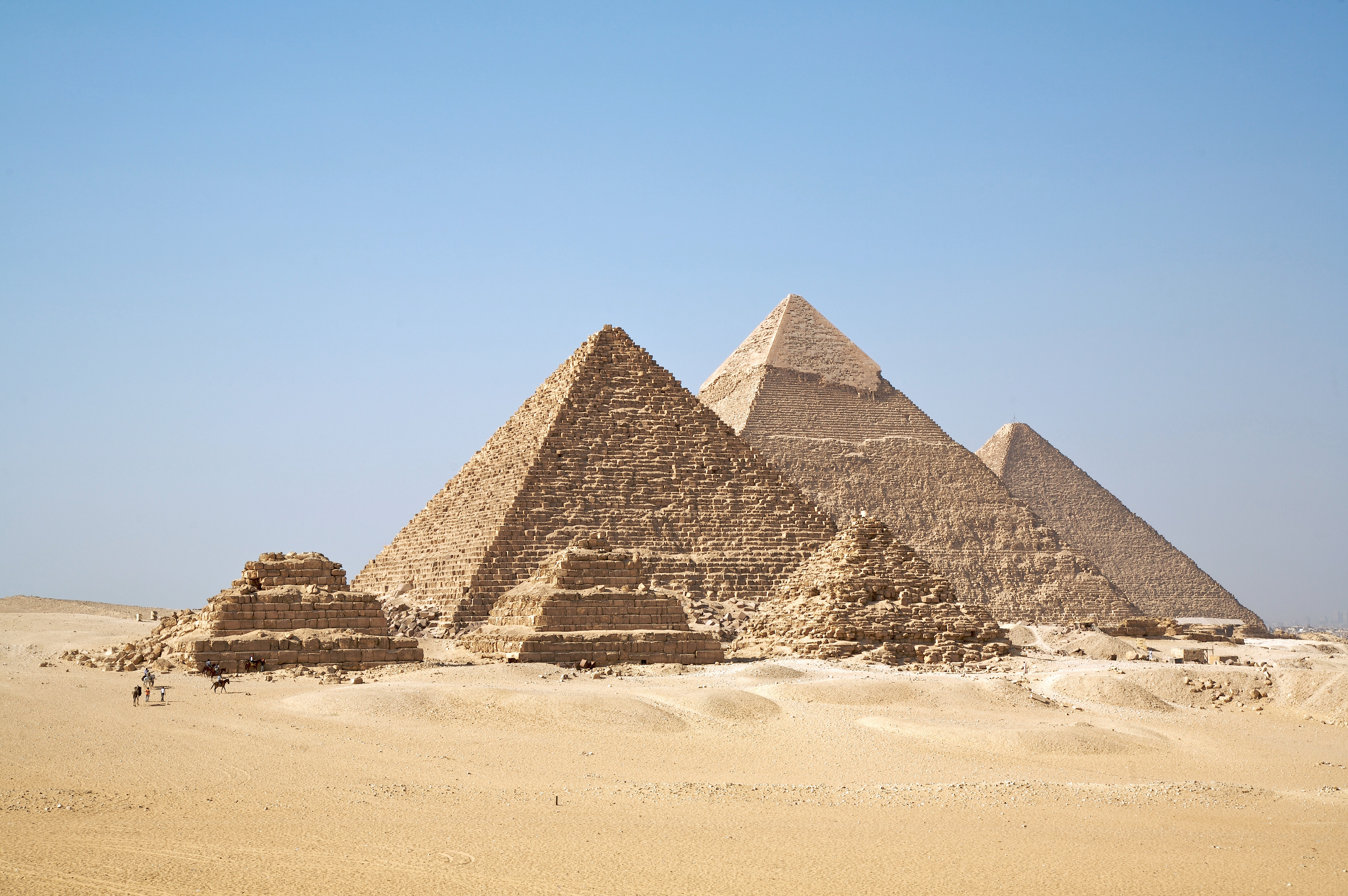
吉薩金字塔群

金字塔能，或音译为匹热迷能，指的是埃及金字塔或其同比例物体所具有的一种超自然的属性。据说有了这个能量，金字塔（或模型）能够长时间保存食品，使刀片更加锋利或维持，改善健康（有些人“充满活力而无法应付他们所经历的发电机效应”），作为“思想的孵化器”，触发性冲动并造成其他重大影响。
金字塔能同众多与金字塔有关的研究称为“金字塔学”，有人认为金字塔能一说属于伪科学。

## 历史
金字塔能是在1930年代由法国五金店主安东尼·博维宣稱发现的。他說自己站在胡夫金字塔中，一些无法验证的故事持续发生，使他发现了一种超自然力量。

## 利用
有公司声称已经掌握某种技术，生产出了“匹热迷能发生装置”。其功效为提高记忆和思维能力，促进体力恢复，提高睡眠效率。

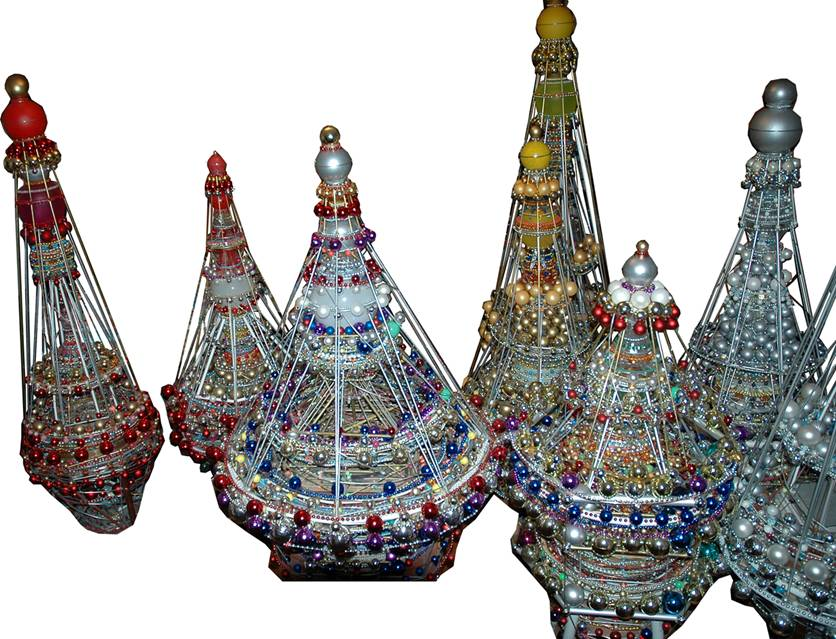